# Груньовий потік (притока Глибокого потоку)
Груньовий потік (словац. Grúňový potok) — річка в Словаччині, ліва притока Глибокого потоку, протікає в окрузі Тврдошін.
Довжина приблизно 4.5-5.0 км. Витік знаходиться в масиві Скорушинські гори — схил гори Брезови-Врх — на висоті близько 1000-1010 метрів. Протікає територією села Льєсек.
Впадає в Глибокий потік на висоті приблизно 660—665 метрів.